# Mount Scott, Antarktis
Mount Scott är ett berg i Antarktis. Det ligger i Västantarktis. Argentina, Chile och Storbritannien gör anspråk på området. Toppen på Mount Scott är 880 meter över havet.
Terrängen runt Mount Scott är kuperad. Havet är nära Mount Scott åt nordväst. Trakten är glest befolkad. Närmaste befolkade plats är Vernadsky Station, 15,1 kilometer sydväst om Mount Scott.